# Rajmund Michalski
Rajmund Michalski (ur. 1 lutego 1963 w Gliwicach) – polski chemik, profesor nauk ścisłych i przyrodniczych. Specjalizuje się w chemii analitycznej. Obszar jego zainteresowań badawczych obejmuje m.in. zastosowania metod instrumentalnych (w szczególności chromatografii jonowej) w badaniach próbek środowiskowych, żywności oraz biomedycznych. Profesor zwyczajny w Instytucie Podstaw Inżynierii Środowiska Polskiej Akademii Nauk w Zabrzu. Prezes Ogólnopolskiego Stowarzyszenia Moje Nerki. Laureat nagrody "Wizjonerzy Zdrowia" tygodnika Wprost w kategorii "Wizjoner Edukator".

## Życiorys
Ukończył studia na Wydziale Matematyki, Fizyki i Chemii Uniwersytetu Śląskiego w Katowicach, gdzie w 1987 roku uzyskał stopień magistra na podstawie pracy pt. „Wykrywanie organicznych związków siarki metodą chromatografii cienkowarstwowej”.
W 1994 roku obronił doktorat z nauk chemicznych na Wydziale Matematyki, Fizyki i Chemii Uniwersytetu Śląskiego w Katowicach, gdzie napisał pracę pt. „Oznaczanie nieorganicznych jonów w powietrzu i w wodzie techniką chromatografii jonowej”. 
W 2007 roku uzyskał stopień doktora habilitowanego nauk chemicznych na Wydziale Chemicznym Politechniki Gdańskiej na podstawie monografii pt. „Nowe rozwiązania w zakresie analityki specjacyjnej bromków/bromianów(V) oraz chromu(III)/chromu(VI) w próbkach środowiskowych z wykorzystaniem chromatografii jonowej”. Recenzentami pracy byli prof. dr hab. Bogusław Buszewski, prof. dr hab. Rajmund S. Dybczyński, prof. dr hab. Krystyna Pyrzyńska, prof. dr hab. inż. Zygfryd Witkiewicz.  
Od 11 maja 2020 roku decyzją Prezydenta Rzeczypospolitej Polskiej jest profesorem nauk ścisłych i przyrodniczych. Jego recenzentami byli: prof. dr hab. Inż. Irena Staneczko-Baranowska, prof. dr hab. Piotr Stepnowski, prof. dr hab. Zbigniew Hubicki, prof. dr hab. Joanna Karpińska, prof. dr hab. Jacek Nawrocki.  
Autor lub współautor 25 książek i monografii, 52 rozdziałów w monografiach, 68 publikacji w czasopismach międzynarodowych z IF, 45 publikacji w innych recenzowanych czasopismach naukowych oraz 123 artykułów w czasopismach popularnonaukowych.
Odbywał staże naukowe w:
- Japonii na Uniwersytecie Tohoku (2000/2001),
- Wiesbaden (1999, 2002),
- Rumunii,
- Hiszpanii,
- Grecji[4].

Od roku 2007 przedstawiciel Polskiej Akademii Nauk w European Academies Science Advisory Council, Environmental Steering Panel. Członek Komitetu Narodowego ds. Współpracy z Naukową Radą Doradczą Akademii Europejskich (od 2010), Komitetu Chemii Analitycznej (2016-2024), dwóch Komitetów Technicznych w Polskim Komitecie Normalizacyjnym oraz Polskiego Towarzystwa Chemicznego (od 1996). Przewodniczy Radzie Naukowej Krajowej Izby Gospodarczej Przemysłu Rozlewniczego. Od roku 2005 organizuje i przewodniczy Komitetowi Naukowemu międzynarodowych konferencji na temat teorii i zastosowań chromatografii jonowej. W latach 2012-2016 pełnił funkcję Dyrektora ds. Naukowych IPIŚ PAN. Jako nauczyciel akademicki pracował min. na Politechnice Śląskiej, Uniwersytecie im. Jana Długosza w Częstochowie i Śląskiej Wyższej Szkole Zarządzania w Katowicach.
Prowadził wiele szkoleń w kraju i za granicą w tym z zakresu:
- chromatografii jonowej,
- wysokosprawnej chromatografii cieczowej,
- rozszerzenia wiedzy z zakresu analityki instrumentalnej (GC, HPLC),
- normalizacji metodyk analitycznych w ochronie środowiska,
- akredytacji laboratoriów badawczych wg normy PN-EN ISO/IEC 17025,
- zasad walidacji metodyk analitycznych, sterowania jakością badań i szacowania niepewności pomiarów[7].

## Działalność społeczna
W 1992 roku wykryto u niego kłębuszkowe przewlekłe zapalenie nerek, które po 20 latach doprowadziło do konieczności poddawania się dializom otrzewnowym. Następnie w 2013 roku przeszczepiono mu nerkę, którą otrzymał w przededniu swoich 50. urodzin. Nadzwyczajne Walne Zebranie Członków Ogólnopolskiego Stowarzyszenia Osób Dializowanych 2 października 2022 roku podjęło decyzję o powołaniu prof. Rajmunda Michalskiego na stanowisko prezesa stowarzyszenia, które obecnie nazywa się Ogólnopolskie Stowarzyszenie Moje Nerki (OSMN). OSMN opiekuje się pacjentami z przewlekłą chorobą nerek (PChN) i ich rodzinami. Edukuje w tym zakresie społeczeństwo i promuje profilaktykę i ideę transplantacji. W 2023 roku otrzymał nagrodę "Wizjoner Edukator" w plebiscycie "Wizjonerzy Zdrowia" tygodnika Wprost. W ramach OSMN występuje na licznych konferencjach jako panelista oraz prelegent. 

## Najważniejsze publikacje

### Książki
- Rajmund Michalski, Chromatografia jonowa, wyd. I, Warszawa: Wydawnictwo Naukowe PWN SA, 2020, ISBN 978-83-01-21231-5, OCLC 1183362634. Brak numerów stron w książce
- Michalski R., Eds. Application of IC-MS and IC-ICP-MS in Environmental Research, Wiley-Blackwell John Wiley & Sons, Inc. Publisher, (2016), ISBN 978-111-886-200-1, str.1-288
- Michalski R., Chromatografia jonowa, Warszawa, WNT - grudzień 2015; PWN – 20-16, ISBN 978-83-7926-299-1, str.1-343
- Michalski R., Mytych J., Przewodnik po akredytacji laboratoriów badawczych wg normy PN-EN ISO/IEC 17025, Elamed, (2011), ISBN 978-83-61190-24-0, liczba stron 207

### Rozdziały w książkach
- Michalski R., Hyphenated Methods Based on Separation Methods for Speciation Analysis [in] Encyclopedia of Analytical Chemistry, Online © 2006–2021 John Wiley & Sons, Ltd, in the Encyclopedia of Analytical Chemistry in 2021 by John Wiley & Sons, Ltd., 14.12.2021[11]
- Paull B., Michalski R., Ion Exchange: Ion Chromatography Principles and Applications, [in] Worsfold, P., Poole, C., Townshend, A., Miró, M., (Eds.), Encyclopedia of Analytical Science, 3rd  edition, Vol. 5, (2019), pp. 178-189[12]
- Michalski R., Ion Chromatography Applications in Wastewater Analysis [in] Special Issue of Separations (Open Access Separation Science Journal) entitled "Separation Techniques in Waste Water Treatment", Separations 2018, 5 (1), 16.
- Michalski R., Jabłońska M., Szopa S., Role and Importance of Hyphenated Techniques in Speciation Analysis [w] Speciation Studies in Soil, Sediment and Environmental Samples, Eds. Sezgin Bakirdere, Science Publishers/CRC Press/Taylor&Francis Group, (2013), pp.242-265.
- Michalski R., Encyclopedia of Chromatography, Ed. J. Cazes, Taylor & Francis, CRC Press, ISBN 978-1-4200-8459-7, Third Edition, (2010)
  - Detection in Ion Chromatography, Vol. I, pp.576-580
  - Environmental Research: Ion Chromatography, Vol. I, pp. 802-808
  - Food Analysis: Ion Chromatography, Vol. II, pp.909-912
  - Inorganic and Organic Cations: Ion Chromatography Determination, Vol. II, pp.1201-1205
  - Inorganic Oxyhalide By-Products in Drinking Water: Ion Chromatographic Methods, Vol. II, pp.1212-1217
  - Modern Stationary Phases for Ion Chromatography, Vol. II, pp.1241-1246.
  - Ion Chromatography as Reference Method of Water and Waste Water Analysis, Vol. II, pp.1251-1257
  - Sample Preparation for Ion Chromatography, Vol. III, pp.2106-2110

### Publikacje w recenzowanych czasopismach polskich i międzynarodowych z IF
- Michalski R., Leczenie nerkozastępcze i zagrożenia środowiskowe, Forum Nefrologiczne — Edukacja 2024 tom 4, nr 1.
- Michalski R., EASAC Environmental Steering Panel – co nowego w Panelu? Nauka, 4, (2023), 151–158.
- Michalski R., Mikroplastiki i metody ich oznaczania, Źródło, 1/62, (2023), 4-9.
- Kończyk J., Michalski R., Muntean E., Lasoń W., Gęga J., The contents of inorganic components in selected Polish and Romanian herbal teas infusions, Pol. J. Natur. Sc., 38/1, (2023), 65-87.
- Michalski R., Biomasa leśna, remedium na problemy energetyczne?, Laboratorium - Przegląd Ogólnopolski, 2023, 3, 16-20.
- Michalski R., Chromatografia jonowa i techniki pokrewne – wczoraj, dziś i jutro, Laboratorium – Przegląd Ogólnopolski, 2, (2023), 14-21.
- Michalski R., Pecyna-Utylska P., Determination of glyphosate and its derivatives by ion chromatography methods. Review, Journal of Separation Sciences, vol. 46 no.12, June 2023, 2300038, ISSN 1615-9306.
- Michalski R., Pecyna-Utylska P., Determination of selected atmospheric amines in the presence of inorganic cations by isocratic ion chromatography, Zeszyty Naukowe SGSP 2023, 85, 29-41, DOI: 10.5604/01.3001.0016.3277.
- Michalski R., Pecyna-Utylska P., Chemical Characterization of Bulk Depositions in Two Cities of Upper Silesia (Zabrze, Bytom), Poland. Case Study, Archives of Environmental Protection, 48/2, (2022), 106–116.
- Michalski R., Pecyna-Utylska P., Green Aspects of Ion Chromatography Versus Other Methods in the Analysis of Common Inorganic Ions, Separations, 8, (2021), 235[13].
- Michalski R., Pecyna-Utylska P., Kernert J., Analysis of the ammonium ions and biogenic amines content by ion chromatography. Review, Journal of Chromatography A, 16 August 2021, vol. 51/6, (2021), pp. 462319[14].
- Pecyna-Utylska P., Muntean E., Kernert J., Michalski R., Indexing Methods and Chemometric Analysis for Drinking Water Quality Assessment in Silesian Voivodeship, Poland, International Journal of Environmental Analytical Chemistry, (2021)[15].
- Michalski R., Pecyna-Utylska P., Ion Chromatography as a Part of Green Analytical Chemistry, Archives of Environmental Protection, 46, (2020), 3-9.
- Michalski R., Pecyna-Utylska P., Kernert, J., Grygoyć K., Klyta J., Health risk assessment of selected metals exposure through tap water consumption in Upper Silesia, Poland, Journal of Environmental Health Science and Engineering[16].
- Michalski R., Pecyna-Utylska P., Kernert J., Ion Chromatography and Related Techniques in the Carboxylic  Acids  Analysis, Critical Reviews in Analytical Chemistry, April 15th, 2020.
- Norton M., Bald A., Buda V., Carli B., Cudlin P., Jones M.B., Korola A., Michalski R., Novo F., Oszlány J., Santos F.D., Schink B., Shepherd J., Vet L., Walloe L., Wijkman A., Serious mismatches continue between science and policy in forest bioenergy, Global Change Biology Bioenergy, GCB Bioenergy, 2019;00:1–8. Wiley on line library.
- Michalski, R., Kostecki M., Kernert J., Pecyna P., Jabłońska – Czapla M., Grygoyć K., Nocoń K., Time and Spatial Variability in Concentrations of Selected Metals and Their Species in Water and Bottom Sediments of Dzierżno Duże (Poland), Journal of Environmental Science and Health, Part A, Toxic/Hazardous Substances and Environmental Engineering, (2019).
- Kończyk, J., Muntean, E., Gęga, J., Frymus, A., Michalski R., Inorganic anions and cations in selected European bottled waters, Journal of Geochemical Exploration, 197, (2019), 27-36.
- Kołodyńska, D., Hałas P., Michalski, R., Development of ion exchangers for the removal of health-hazardous perchlorate ions from aqueous systems, Applied Geochemistry, 101, (2019), 75-87.
- Matysiak I., Balcerzak M., Michalski R., Ion chromatography with conductometric detection for quatitation of formic acid in Polish bee honey, Journal of Food Composition and Analysis, 73, (2018), 55-59.
- Michalski, R., Kostecki, M., Kernert, J., Nocoń, K., Stahl, K., Bernaś, Z., Chrobok, M., Jabłońska-Czapla, M., Time and spatial variability in the concentrations of selected metals in water and bottom sediments of Pławniowice and Dzierżno Małe reservoirs (Poland), Journal of Environmental Science and Health, Part A, Nov 17:1-8, 2017.
- Michalski R., Szopa S., Variability in inorganic As, Sb and Tl species concentrations in waters and bottom sediments of the Kłodnica river (Poland), Journal of Environmental Science and Health Part A-toxic/hazardous Substances & Environmental Engineering, 52/10, 2017, 946-955.
- Michalski R., Standard Methods Based on Ion Chromatography in the Study of Air Pollution, Current Chromatography, 4/1, (2017), 34-42.
- Michalski R., Jabłońska-Czapla J., Szopa S., Łyko A., Grygoyć K., Variability in Different Antimony, Arsenic and Chromium Species in Waters and Bottom Sediments of Three Water Reservoirs in Upper Silesia (Poland). Comparative Study, International Journal of Environmental Analytical Chemistry, 96/7, (2016), 682-693.
- Michalski R., Łyko A., Research onto the Contents of Selected Inorganic Ions in the Dialysis Fluids and Dialysates by Using Ion Chromatography, Chromatography, J. Liq. Chromatogr. Rel. Technol., 39/2, (2016), 96-103.
- Jabłońska-Czapla M., Szopa S., Zerzucha P., Łyko A., Michalski R., Chemometric and environmental assessment of arsenic, antimony and chromium speciation form occurrence in a water reservoir subjected to thermal anthropopressure, Environmental Science and Pollution Research, (2015).
- Michalski R., Ficek A., Environmental pollution by chemical substances used in the shale gas extraction – a review, Desalination and Water Treatment, 2015.
- Michalski R., Application of Ion Chromatography in Clinical Studies and Pharmaceutical Industry, Mini Reviews in Medicinal Chemistry, 14/10, (2014), pp.862-872.
- Michalski R., Łyko A., Bromate Determination. State of The Art, Crit.Rev. Anal.  Chem., 43/2, (2013), 100-122.
- Michalski R., Application of IC-MS and IC-ICP-MS in environmental research, Current Trends in Mass Spectrometry, LC-GC Europe, October 2012, 32-36.
- Michalski R., Szopa S., Jabłońska M., Łyko A., Application of Hyphenated Techniques in Speciation Analysis of Arsenic, Antimony, and Thallium, The Scientific World Journal, (2012), Article ID 902464, 17 pages.
- Michalski R., Jabłońska M., Szopa S., Łyko A., Application of ion chromatography with ICP-MS or MS detection to the determination of selected halides and metal/metalloids species, Crit. Rev. Anal. Chem., 41, (2011), 133-150.
- Michalski R., Environmental Applications of Ion Chromatography in Eastern and Central Europe, J. Chrom. Sci., 48/7, (2010), 559-565.
- Michalski R., Łyko A., Determination of Bromate in Water Samples Using Post Column Derivatization Method with Triiodide, J. Environ. Sci. Healt.A, 45, (2010), 1275-1280.
- Michalski R., Application of Ion Chromatography for the Determination of Inorganic Cations, Crit. Rev. Anal. Chem., 39/4, (2009), 230-250.
- Michalski R., Ion Chromatography as a Reference Method for the Determination of Inorganic Ions in Water and Wastewater, Crit. Rev. Anal. Chem., 36/2, (2006), 107–127.
- Michalski R., Kurzyca I., Determination of Nitrogen Spiecies (Nitrate, Nitrite and Ammonia Ions) in Environmental Samples by Ion Chromatography (Review), Pol. J. Environ. Stud., 15, (2006), 5–18.
- Michalski R., Trace Level Determination of Cr(III)/Cr(VI) in Water Samples Using Ion Chromatography with UV Detection, J. Liq. Chromatogr. Rel. Tech., 28, 2005, 2849–2862.
- Fujino T., Michalski R., Sato N., Waseda Y., Effect of Ultrasonic Wave Irradiation on the Electrical Conductivity of Undoped and Doped Sulfur Melts with Several Inorganic Chemicals, J. Phosp. Sul. Sil. Rel. Elemen., 178, (2003), 2679–2724.
- Michalski R., Germuska R., Extraction of Benzo[a]pyrene from Mussel Tissue by ASE and Determination by GPC and HPLC Methods,  Acta Chrom., 12, (2002), 234–241.